# Pierre-Louis Prieur
Pierre-Louis Prieur, conocido como Prieur de la Marne, nacido el 1 de agosto de 1756 en Sommesous (Marne) y falleció el 30 de mayo de 1827 rue de Namur, en Bruselas, fue un abogado y un político Francés.

## Biografía
Diputado del Marne a la Asamblea Constituyente de 1789, luego a la Convención Nacional, fue uno de sus principales representantes en misión y miembro del Comité de Seguridad Pública.

## Publicaciones
- Mémoire pour les jurés, syndic, adjoints et maîtres de la communauté des boulangers de Chaalons-sur-Marne, intervenans dans la cause en délibéré, pendante... entre les sieur Deletrée, Bonvallet, Félix Galland, François Henriet, Jacq. Gaillard, Étienne Galland, Étienne Carré, Nicolas Galland, défendeurs, et M. le procureur-fiscal de l’échevinage, demandeur, Châlons, Imprimerie de Mercier, 1785, in-4.º.
- Rapport sur l'établissement des sourds-muets, fait à l'Assemblée nationale au nom des comités de l'extinction de la mendicité, 1791, 10 p.
- Rapport des opérations administratives des citoyens Carra, Sillery et Prieur, commissaires de la Convention nationale à l'armée du Centre, par P.-L. Prieur..., Paris, Imprimerie nationale, s. d. (1792), 22 p.
- Opinion de P. L. Prieur, député du département de la Marne à la Convention nationale sur le jugement de Louis Capet, Paris, Imprimerie nationale, 1793, 15 p.
- Rapport fait a la Convention nationale par Lecointre de Versailles & Prieur de la Marne, représentans du peuple, près l'armée des côtes de Cherbourg, Imprimerie nationale, 1793, 84 p.
- Rapport... par les citoyens Prieur, de la Marne et Jean-Bon St-André, relativement à la mission dont ils avaient été chargés, par décret du 2 août, auprès des armées, Paris, Imprimerie nationale, s. d. (1793), 70 p.
- Compte rendu par Prieur (de la Marne), Lecointre, Prieur (de la Côte-d'Or) et Romme, de ce qu'ils ont reçu et de ce qu'ils ont dépensé pendant leur mission près de l'armée des côtes de Cherbourg pendant les mois de mai, juin, juillet de l'an II de la république, Imprimerie nationale, germinal an III, 6 p.
- Observations pour Arnoux Souffrein et compagnie, armateurs à la Guadeloupe, défendeurs, contre Richard S. Hallet, négociant de New-York, se disant propriétaire-armateur du navire américain « la Favorite », et autres prétendus intéressés, demandeurs Imprimerie C.-F. Patris, 1802, 41 p.
- Mémoire pour les sieurs Gilbert et Cie, intimés, contre Me Bousquet, avocat appelant d’une sentence arbitrale du 19 juin 1807 [Signé : Prieur (de la Marne), avocat], Paris, imprimerie C. F. Patris, s. d., 29 p.
- Notes et souvenirs inédits de Prieur de la Marne, avec une introduction et des notes de Gustave Laurent, Paris et Nancy, Berger-Levrault, 1912, 168 pages, extraits, présentation en ligne.